# Raquel Peña
Pour les articles homonymes, voir Peña.
Raquel Peña de Antuña, née Raquel Peña Rodríguez le 10 septembre 1966, est une femme politique et académicienne dominicaine. Elle est vice-présidente de la République depuis le 16 août 2020.

## Biographie
Raquel Peña Rodríguez est née le 10 septembre 1966 à Santiago de los Caballeros (province de Santiago) en République dominicaine. Elle est la fille du fabricant de cigares Leocadio Peña Guillén et de son épouse Estela Rodríguez de Peña. 
Raquel Peña est entrée très tôt dans le monde du travail, notamment dans l'entreprise familiale et elle a assumé la direction générale des entreprises commerciales et des compagnies de tabac de sa famille. Elle est actionnaire et membre du conseil d'administration de l'entreprise Parque Industrial Corporación Zona Franca del Norte.  
Elle fait ses études aux écoles Sagrado Corazón de Jesús et La Salle à Santiago de los Caballeros. Elle est diplômée en administration des affaires, ainsi que dans le domaine de l'éducation, des affaires, des finances, de l'entrepreneuriat et de l'innovation par l'Pontificia Universidad Católica Madre y Maestra (en).  
En 2002, elle obtient un master en administration des affaires de l'Université du Québec à Montréal,. Après avoir obtenu son diplôme, elle devient vice-recteur aux finances  de l'Université.

## Politique
Raquel Peña est choisie par Luis Abinader comme candidate à la vice-présidence, représentant le Parti révolutionnaire moderne, dont il est le leader, aux élections de 2020. Ils  remportent l'élection le 17 juillet 2020 et prête serment officiellement le 16 août 2020,. Ils sont réélus en 2024.
C'est la troisième femme à occuper le poste de vice-présidente. La première femme à occuper ce poste était Milagros Ortiz Bosch en 2000 puis Margarita Cedeño de Fernández en 2012.
Elle encourage la production d'énergie durable, en défendant l'utilisation des ressources naturelles et la protection de l'environnement. 
Elle est membre du conseil d'administration de World Wide Seguros, une société qui se consacre aux soins médicaux internationaux et est également membre de la Chambre de commerce et de production de Santiago.

## Vie privée
Raquel Peña est mariée avec Marco José Antuña Cabral, avec qui elle a eu trois enfants. Il décède en 2019.   